# Casa Dolors Llaveria
La Casa Dolors Llaveria és una obra de Parets del Vallès (Vallès Oriental) inclosa a l'Inventari del Patrimoni Arquitectònic de Catalunya.

## Descripció
Es tracta d'una casa aïllada amb jardí. És de planta concentrada i consta de quatre cossos de diferents alçades un d'ells de planta baixa amb coberta de terrat, tancat amb una barana de peces ceràmiques, limitat per un ampli porxo amb cinc arcs de punt rodó que emfasitzen l'entrada. L'edificació es distribueix en planta baixa i pis. La coberta és complexa, amb teula àrab, els vessants acaben amb una treballada imbricació de peces ceràmiques vistes del cos central en sobresurt una torre de planta rectangular amb coberta a quatre vessants. Els buits de les façanes estan emmarcats amb brancals i llinda plana de ceràmica. Les façanes estan arrebossades i pintades de color blanc.
La tanca és amb reixa de ferro recolzada en sòcol continu revestit de pedra, arrebossat i pintat de color blanc.

## Història
El 1946 Dolors Llaveria Anfrons demana permís per a construir una casa de planta baixa i pis, mur de tanca i pou.